# Saint-Martin-Plage
Saint-Martin-Plage is een badplaats de Franse gemeente Petit-Caux in het departement Seine-Maritime in de regio Normandië. De plaats maakt deel uit van het arrondissement Dieppe. Saint-Martin-Plage ligt aan de Kanaalkust in de voormalige gemeente Saint-Martin-en-Campagne.
De badplaats ligt meer dan twee kilometer ten noordwesten van het dorpscentrum van Saint-Martin-en-Campagne. Saint-Martin-Plage is in het zuidwesten vergroeid met het gehucht le Petit Berneval in de voormalige gemeente Berneval-le-Grand. Ten oosten ligt het gehucht Vassonville.

## Geschiedenis
Op de 18de-eeuwse Cassinikaart is het gebied nog grotendeels onbebouwd, maar is net ten westen de plaats le Petit Berneval aangeduid en net ten oosten de plaats Vassonville. Op het eind van het ancien régime eind 18de eeuw, toen de gemeenten werden gecreëerd, kwam het gebied bij de gemeente Saint-Martin-en-Campagne.
De plaats ontwikkelde zich in de loop van de 20ste eeuw.
Op 1 januari 2016 werd Saint-Martin-Plage een deel van de commune nouvelle Petit-Caux, die ontstond uit de fusie van Saint-Martin-en-Campagne en 17 andere gemeenten.

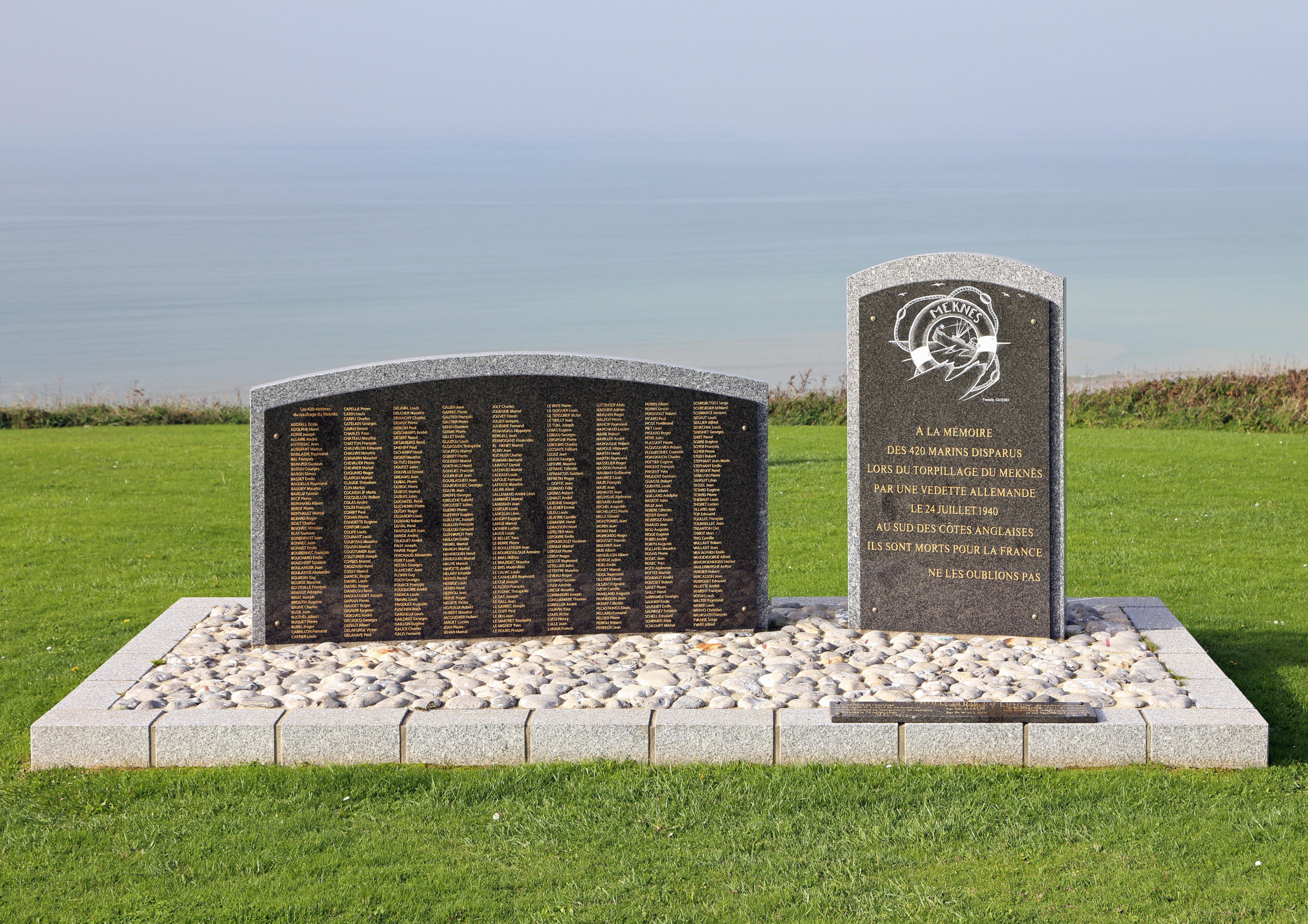
Het herdenkingsmonument voor de slachtoffers van de in 1940 tot zinken gebrachte Franse pakketboot Meknès

Deelgemeenten: Assigny · Auquemesnil · Belleville-sur-Mer · Berneval-le-Grand · Biville-sur-Mer · Bracquemont · Brunville · Derchigny · Glicourt · Gouchaupre · Greny · Guilmécourt · Intraville · Penly · Saint-Martin-en-Campagne · Saint-Quentin-au-Bosc · Tocqueville-sur-Eu · Tourville-la-Chapelle

Overige plaatsen: Bois Ricard · Englesqueville · Graincourt · le Petit Berneval · Saint-Martin-Plage · Vassonville